# Bracon longirostris
Bracon longirostris är en stekelart som beskrevs av Masi 1933. Bracon longirostris ingår i släktet Bracon och familjen bracksteklar. Inga underarter finns listade.